# Liste der Kulturdenkmale in Schönau-Berzdorf auf dem Eigen

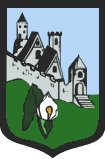
Wappen von Schönau-Berzdorf auf dem Eigen

In der Liste der Kulturdenkmale in Schönau-Berzdorf auf dem Eigen sind die Kulturdenkmale der sächsischen Gemeinde Schönau-Berzdorf auf dem Eigen verzeichnet, die bis September 2024 vom Landesamt für Denkmalpflege Sachsen erfasst wurden (ohne archäologische Kulturdenkmale). Die Anmerkungen sind zu beachten.
Diese Aufzählung ist eine Teilmenge der Liste der Kulturdenkmale im Landkreis Görlitz.

## Schönau-Berzdorf a. d. Eigen
| Bild                                    | Bezeichnung | Lage                                                           | Datierung | Beschreibung | ID       |
| --------------------------------------- | --- | -------------------------------------------------------------- | --- | --- | -------- |
|                                         | Sachgesamtheit Königlich-Sächsische Triangulierung („Europäische Gradmessung im Königreich Sachsen“); Station 41, Hutberg | (Hutberg) (Karte)                                              | Bezeichnet mit 1864 | Triangulationssäule; Station 2. Ordnung, technikgeschichtlich und vermessungsgeschichtlich von Bedeutung. Die Triangulationssäule ist als Pfeiler aus Herwigsdorfer Granit auf quadratischem Grundriss mit flachem abgesetzten Sockel gestaltet. Die profilierte Abdeckplatte wurde ersetzt. Von der eingemeißelten Inschrift: „Station/HUTBERG/der/Kön. Sächs./Triangulirung/1864“ wurde „Kön“ herausgemeißelt, jedoch noch schwach lesbar. Der Höhenbolzen unterhalb der Inschrift ist abgebrochen. Der Hutberg ist Naherholungsgebiet, so dass an der Station zwei Sitzbänke stehen. Die Nagelsche Säule ist noch heute ein identischer Punkt des aktuellen Trigonometrischen Netzes. | 09305030 |
|                                         | Sächsisch-Preußischer Grenzstein: Pilarpaar Nr. 23 sowie 17 Läufersteine | (Flurstück 260/37) (Karte)                                     | Nach 1828 | Siehe auch Sachgesamtheit 09305644; vermessungsgeschichtlich und landesgeschichtlich von Bedeutung als Zeitdokument der historischen Grenzziehung zwischen Sachsen und Preußen nach dem Wiener Kongress 1815. Zwei Granitquader (42 × 42 cm) mit Nummer 23 und Landeskürzel, je einer auf sächsischer („KS“, Königreich Sachsen) und preußischer Seite („KP“, Königreich Preußen) mit 17 dazwischen befindlichen Läufersteinen, über die die Grenzlinie verläuft; farbig mit gezackten Bordüren gefasst (KS – grün-weiß, KP – schwarz-weiß). | 09305561 |
| Direkt Bild zu diesem Denkmal hochladen | Tagesanlagen des ehemaligen Braunkohlentagebaus Berzdorf: Skipschachtanlage mit Fördergerüst einschließlich Förderseil und Skip, Fördermaschinengebäude einschließlich Fördermaschine sowie Steuerstand (siehe auch Obj. 09282200, Görlitz, Stadt, OT Tauchritz)                                                                     | (Flur 5, Flurstück 2505/7) (Karte)                             | 1966 | Siehe auch 09282200, Görlitz, Ortsteil Tauchritz; zusammen mit weiteren Tagesanlagen am ursprünglichen Standort (siehe Obj. 09282200) sowie einem nahe der B 99 museal präsentierten Schaufelradbagger (siehe Obj. 09284941) zu den letzten Zeugnissen des großflächig landschaftsumformenden Braunkohlenabbaus südlich von Görlitz gehörend, Skipschachtanlage vor allem als Dokument der untertägigen Gebirgsentwässerung im Lausitzer Braunkohlenbergbau von bergbau-, technik- und regionalgeschichtlicher Bedeutung, darüber hinaus inzwischen von großem Seltenheitswert (in Sachsen singulär), Fördergerüst zudem konstruktionsgeschichtlich von Bedeutung und eine Landmarke in einer Bergbaufolgelandschaft aus geflutetem Restloch (dem heutigen Berzdorfer See) sowie kultivierten Halden- und Kippenflächen darstellend | 09306844 |
| Direkt Bild zu diesem Denkmal hochladen | Kirche St. Georg und Kirchhof Schönau-Berzdorf (Sachgesamtheit) | Am Gemeindeamt (hinter Nr. 1) (Karte)                          | 17. Jahrhundert und später | Sachgesamtheit Kirche und Kirchhof Schönau-Berzdorf, als Einzeldenkmale: Evangelisch-Lutherische Kirche, Kirchhofsmauer mit zwei Torhäusern, Leichenhäusel, Grabsteine und Epitaphien, Kriegerdenkmal für die Gefallenen des Ersten Weltkrieges, Sowjetischer Ehrenfriedhof für die Gefallenen der Roten Armee, Deutscher Soldatenfriedhof, Martin-Luther-Stein auf dem Kirchhof (siehe Einzeldenkmal 09273875), als Sachgesamtheitsteil: gärtnerisch gestalteter Kirchhof; baugeschichtlich, ortsgeschichtlich, geschichtlich und ortsbildprägend von Bedeutung, mittelalterliche Saalkirche, barock überformt, mächtiger Dachreiter | 09303204 |
| Direkt Bild zu diesem Denkmal hochladen | Evangelisch-Lutherische Kirche St. Georg, Kirchhofsmauer mit zwei Torhäusern, Leichenhäusel, Grabsteine und Epitaphien, Kriegerdenkmal für die Gefallenen des Ersten Weltkrieges, Sowjetischer Ehrenfriedhof für die Gefallenen der Roten Armee, Deutscher Soldatenfriedhof, Martin-Luther-Stein (Einzeldenkmale zu ID-Nr. 09303204) | Am Gemeindeamt (hinter Nr. 1, zur Hauptstraße gelegen) (Karte) | 17. Jahrhundert (Torhaus an der Alten Schule); bezeichnet mit 1805, im Kern älter (Kirche); vor 1850 (klassizistisches Torhaus); 19. Jahrhundert (Leichenhäusel); nach 1918 (Kriegerdenkmal) | Einzeldenkmale der Sachgesamtheit Kirche und Kirchhof Schönau-Berzdorf; baugeschichtlich, ortsgeschichtlich, geschichtlich und ortsbildprägend von Bedeutung, mittelalterliche Saalkirche, barock überformt, mächtiger Dachreiter | 09271323 |
| Direkt Bild zu diesem Denkmal hochladen | Alte Kirchschule, heute Wohnhaus | Am Gemeindeamt 1 (Karte)                                       | 1732 | Alte Schule mit Kantorenwohnung, erstere nahm ursprünglich nur zwei Räume im Erdgeschoss ein, barocker Bau mit hohem Walmdach, wohl 1831 Umbaumaßnahmen, ortsgeschichtlich und baugeschichtlich von Bedeutung, in unmittelbarer Nähe des Kirchhofs errichtet | 09271325 |
| Direkt Bild zu diesem Denkmal hochladen | Zwei miteinander verbundene Schulbauten, heute Gemeindeverwaltung | Am Gemeindeamt 2, 3 (Karte)                                    | 1910 (Nr. 2); 1926 (Nr. 3) | Schlichte Putzbauten, Nr. 2 älteres Gebäude im Stil des Historismus, Nr. 3 im Reformstil, baugeschichtlich und ortsgeschichtlich von Bedeutung | 09271324 |
| Direkt Bild zu diesem Denkmal hochladen | Wohnhaus (Umgebinde) | Am Gemeindeamt 4 (Karte)                                       | 19. Jahrhundert | Langständerbau, baugeschichtlich von Bedeutung | 09271326 |
| Direkt Bild zu diesem Denkmal hochladen | Feuerwehrhaus mit Schlauchturm | Am Gemeindeamt 5 (bei) (Karte)                                 | 1920er Jahre | Ziegelstein-Gebäude im neusachlichen Stil, baugeschichtlich von Bedeutung | 09271236 |
| Direkt Bild zu diesem Denkmal hochladen | Wohnhaus (Umgebinde) | Am Gemeindeamt 6 (Karte)                                       | 19. Jahrhundert | Langständerbau, Obergeschoss Fachwerk mit Kreuzstreben, Haus umgesetzt von Kleine Seite 13, baugeschichtlich von Bedeutung | 09271327 |
| Direkt Bild zu diesem Denkmal hochladen | Wohnhaus | Am Nordrand 2 (Karte)                                          | Um 1800 | Ländlich, Obergeschoss Fachwerk, zweifarbig verschiefert, baugeschichtlich von Bedeutung | 09271288 |
| Direkt Bild zu diesem Denkmal hochladen | Wohnhaus (Umgebinde) | Am Nordrand 5 (Karte)                                          | Um 1880 | Obergeschoss Fachwerk, zweifarbig verschiefert, baugeschichtlich von Bedeutung | 09271286 |
| Direkt Bild zu diesem Denkmal hochladen | Wohnhaus | An der BHG 6 (Karte)                                           | 1785 | Obergeschoss Fachwerk, baugeschichtlich von Bedeutung | 09271284 |
| Direkt Bild zu diesem Denkmal hochladen | Vierseithof mit Wohnstallhaus, Auszugshaus (mit Oberlaube), Seitengebäude (mit Scheunenanbau) und Scheune | Hauptstraße 4 (Karte)                                          | Um 1800 | Wohnstallhaus Obergeschoss Fachwerk und Krüppelwalmdach, Auszugshaus Obergeschoss Fachwerk mit Oberlaube (Seltenheitswert), Seitengebäude Obergeschoss Fachwerk, geschlossen erhaltener Bauernhof, baugeschichtlich und wirtschaftsgeschichtlich von Bedeutung | 09271311 |
| Direkt Bild zu diesem Denkmal hochladen | Vierseithof mit Wohnstallhaus, Seitengebäude (mit Oberlaube), Scheune und weiterem Seitengebäude (Torhaus) | Hauptstraße 5 (Karte)                                          | Um 1800 | Wohnstallhaus Obergeschoss Fachwerk, Seitengebäude mit seltener Oberlaube, Scheune in massiver Bauweise ebenso eingeschossiges Seitengebäude mit Einfahrt, baugeschichtlich und wirtschaftsgeschichtlich von Bedeutung | 09271310 |
| Direkt Bild zu diesem Denkmal hochladen | Wohnhaus mit Werkstatt-Anbau | Hauptstraße 18a (Karte)                                        | 1. Hälfte 19. Jahrhundert | Obergeschoss Fachwerk, baugeschichtlich von Bedeutung, vielleicht alte Schmiede | 09271308 |
| Direkt Bild zu diesem Denkmal hochladen | Villa | Hauptstraße 19 (Karte)                                         | Um 1900 | Im Stil des Historismus, mit Eckturm und Fachwerkelementen, baugeschichtlich von Bedeutung | 09271307 |
| Direkt Bild zu diesem Denkmal hochladen | Wohnhaus | Hauptstraße 21 (Karte)                                         | 1835 | Obergeschoss Fachwerk verbrettert, baugeschichtlich von Bedeutung | 09271306 |
| Direkt Bild zu diesem Denkmal hochladen | Wohnhaus und Seitengebäude | Hauptstraße 32 (Karte)                                         | 1. Hälfte 19. Jahrhundert | Wohnhaus Obergeschoss Fachwerk verschiefert, kleines Seitengebäude in Fachwerkbauweise, baugeschichtlich von Bedeutung | 09271343 |
| Direkt Bild zu diesem Denkmal hochladen | Wohnhaus | Hauptstraße 36 (Karte)                                         | 1. Hälfte 19. Jahrhundert | Obergeschoss Fachwerk, baugeschichtlich von Bedeutung | 09271346 |
| Direkt Bild zu diesem Denkmal hochladen | Wohnhaus | Hauptstraße 38 (Karte)                                         | 18. Jahrhundert | Obergeschoss Fachwerk, teilweise mit Kreuzstreben, baugeschichtlich von Bedeutung | 09271341 |
| Direkt Bild zu diesem Denkmal hochladen | Wohnhaus | Hauptstraße 39 (Karte)                                         | 1. Hälfte 19. Jahrhundert | Massiv und ländlich, baugeschichtlich von Bedeutung | 09271342 |
| Direkt Bild zu diesem Denkmal hochladen | Wohnstallhaus | Hauptstraße 44 (Karte)                                         | Ende 18. Jahrhundert | Obergeschoss Fachwerk, baugeschichtlich von Bedeutung, ortsbildprägende Lage | 09271340 |
| Direkt Bild zu diesem Denkmal hochladen | Gasthaus „Weißes Rössel“ mit Wirtschaftsanbau | Hauptstraße 50 (Karte)                                         | 1. Hälfte 19. Jahrhundert | Am Gasthaus Obergeschoss Fachwerk, baugeschichtlich und ortsgeschichtlich von Bedeutung, möglicherweise ehemals Ausspanne | 09271338 |
| Direkt Bild zu diesem Denkmal hochladen | Pfarrhof mit Pfarrhaus, Pächterhaus, Seitengebäude (Stallscheune) und Scheune | Hauptstraße 52 (Karte)                                         | 1734–1735 (Pfarrhaus); 1822–1823 (Pfarrscheune); 1837 (Seitengebäude) | Das stattliche Wohnhaus mit barockem Portal mit gebrochener Dreiecksverdachung, baugeschichtlich und ortsgeschichtlich von Bedeutung | 09271337 |
| Direkt Bild zu diesem Denkmal hochladen | Grabmale auf dem Friedhof | Hauptstraße 52 (neben), bei Nr. 51 (Karte)                     | Ab 1900 | Eine Reihe alter Grabmale, ortsgeschichtlich von Bedeutung | 09271929 |
| Direkt Bild zu diesem Denkmal hochladen | Wohnstallhaus | Hauptstraße 69 (Karte)                                         | Ursprung 18. Jahrhundert; 1876 | Obergeschoss Fachwerk, ursprünglich Langständerbau, baugeschichtlich von Bedeutung | 09271333 |
| Direkt Bild zu diesem Denkmal hochladen | Wohnstallhaus und Scheune eines Bauernhofes | Hauptstraße 70 (Karte)                                         | Bezeichnet mit 1876 | Massivbauten der Gründerzeit, wirtschaftsgeschichtlich und baugeschichtlich von Bedeutung | 09271332 |
| Direkt Bild zu diesem Denkmal hochladen | Mittelmühle: Mühlenanwesen mit drei Gebäuden (Wohnhaus und Wirtschaftsgebäude Nr. 74, Nebengebäude Nr. 75) | Hauptstraße 74, 75 (Karte)                                     | Um 1870 | Wohnhaus mit turmartigem Mühlentrakt, Wirtschaftsgebäude mit Stallungen im Erdgeschoss, Nr. 75 Nebengebäude mit Wohnteil, baugeschichtlich, technikgeschichtlich und ortsgeschichtlich von Bedeutung | 09271330 |
| Direkt Bild zu diesem Denkmal hochladen | Vierseithof mit Wohnhaus, Seitengebäude (Wohnstallhaus mit Umgebindeteil), weiterem Seitengebäude (mit Oberlaubengang) und Scheune sowie Steintrog im Hof | Hauptstraße 76, 77 (Karte)                                     | Um 1800 (Seitengebäude); 19. Jahrhundert (Wirtschaftsgebäude); bezeichnet mit 1908 (Wohnhaus)                                                                                                | Umgebindeteil mit Fachwerk-Obergeschoss, alle Stall-Scheunengebäude massiv, massives Wohnhaus im Reformstil der Zeit um 1910, baugeschichtlich und wirtschaftsgeschichtlich von Bedeutung | 09271329 |
| Direkt Bild zu diesem Denkmal hochladen | Seitengebäude (mit Oberlaubengang) und Stallgebäude eines ehemaligen Vierseithofes | Kleine Seite 12 (Karte)                                        | 1. Hälfte 19. Jahrhundert | Seitengebäude mit seltener Oberlaube, zum Teil in Fachwerk, Stallgebäude mit Fachwerk-Obergeschoss, baugeschichtlich von Bedeutung (Fachwerkscheune wurde vor 2002 abgebrochen und 2005 nach Markersdorf, Kirchstraße 2, ins Bauernmuseum transloziert) | 09271349 |
| Direkt Bild zu diesem Denkmal hochladen | Wohnhaus (Umgebinde) mit Anbau | Kleine Seite 14 (Karte)                                        | Um 1800 | Obergeschoss Fachwerk, baugeschichtlich von Bedeutung | 09271313 |
| Direkt Bild zu diesem Denkmal hochladen | Wohnhaus (Umgebinde) | Kleine Seite 20 (Karte)                                        | 1. Hälfte 19. Jahrhundert | Obergeschoss Fachwerk, Giebelseite verschiefert, baugeschichtlich von Bedeutung | 09271315 |
| Direkt Bild zu diesem Denkmal hochladen | Wohnhaus (Umgebinde) | Kleine Seite 27 (Karte)                                        | 1859 | Obergeschoss Fachwerk, schönes Türportal, baugeschichtlich von Bedeutung | 09271316 |
| Direkt Bild zu diesem Denkmal hochladen | Ehemaliges Wohnstallhaus | Kleine Seite 49 (Karte)                                        | 18. Jahrhundert | Obergeschoss Fachwerk, ehemals Langständerbau, baugeschichtlich von Bedeutung | 09271295 |
| Direkt Bild zu diesem Denkmal hochladen | Wohnstallhaus (Nr. 53) und Seitengebäude (Nr. 54, mit Oberlaube) mit angebauter Scheune eines ehemaligen Vierseithofes | Kleine Seite 53, 54 (Karte)                                    | 1. Hälfte 19. Jahrhundert | Wohnstallhaus Obergeschoss Fachwerk, Seitengebäude Obergeschoss Fachwerk, mit seltenem Oberlaubengang, Scheune massiv, baugeschichtlich und wirtschaftsgeschichtlich von Bedeutung | 09271317 |
| Direkt Bild zu diesem Denkmal hochladen | Villa | Kleine Seite 55 (Karte)                                        | 1927 | Im Reformstil der Zeit nach 1910, baugeschichtlich von Bedeutung | 09271297 |
| Direkt Bild zu diesem Denkmal hochladen | Wohnhaus (Umgebinde) und Scheune | Kleine Seite 72 (Karte)                                        | 18. Jahrhundert | Wohnhaus Obergeschoss Fachwerk, Fachwerk-Scheune, baugeschichtlich und wirtschaftsgeschichtlich von Bedeutung | 09271299 |
| Weitere Bilder                          | Wohnhaus (Umgebinde) mit Wirtschaftsteil | Kleine Seite 73 (Karte)                                        | 1852, Ursprung älter | Fachwerkbau, Langständerbau mit Stall- und Scheunenteil, baugeschichtlich von Bedeutung | 09271300 |
| Weitere Bilder                          | Mühlenanwesen, mit Müllerwohnhaus (Nr. 75) mit Anbau sowie Scheune mit Anbau, Mühlengebäude (Nr. 76) über hakenförmigem Grundriss (Seidelmühle) | Kleine Seite 75, 76 (Karte)                                    | 1844 (Mühle, Nr. 75); 1868 (Mühle, Nr. 76) | Massive Gebäuden zu beiden Seiten der Straße, baugeschichtlich, technikgeschichtlich und ortsgeschichtlich von Bedeutung | 09271301 |
| Direkt Bild zu diesem Denkmal hochladen | Wohnhaus, mit Handschwengelpumpe | Kleine Seite 79a (Karte)                                       | 1. Hälfte 19. Jahrhundert | Wohnhaus Obergeschoss Fachwerk, baugeschichtlich von Bedeutung | 09271302 |
| Direkt Bild zu diesem Denkmal hochladen | Wohnhaus | Kleine Seite 80 (Karte)                                        | 1. Hälfte 19. Jahrhundert | Obergeschoss Fachwerk, zweifarbig verschiefert, baugeschichtlich von Bedeutung | 09271303 |
| Direkt Bild zu diesem Denkmal hochladen | Wohnstallhaus (Umgebinde) eines Bauernhofes, dazu Handschwengelpumpe | Kleine Seite 81 (Karte)                                        | Um 1800 | Sehr stattliches Umgebindehaus, Obergeschoss Fachwerk, mit Korbbogenportal, baugeschichtlich von Bedeutung | 09271304 |
| Direkt Bild zu diesem Denkmal hochladen | Wohnhaus (Umgebinde) | Kleine Seite 88 (Karte)                                        | Um 1800 | Obergeschoss Fachwerk, baugeschichtlich von Bedeutung | 09271321 |
| Direkt Bild zu diesem Denkmal hochladen | Wohnhaus | Kleine Seite 92 (Karte)                                        | 1. Hälfte 19. Jahrhundert | Obergeschoss Fachwerk, baugeschichtlich von Bedeutung | 09271350 |
| Direkt Bild zu diesem Denkmal hochladen | Wohnhaus (Umgebinde in Resten) und angebauter Wohnstallteil eines Bauernhofes | Kleine Seite 95 (Karte)                                        | Um 1800 (Wohnhaus); 1864 (Wohnstallhaus) | Umgebindeteil mit Fachwerk-Obergeschoss, Stallteil massiv, baugeschichtlich und wirtschaftsgeschichtlich von Bedeutung | 09271294 |
| Direkt Bild zu diesem Denkmal hochladen | Wohnhaus (Umgebinde) | Kleine Seite 114 (Karte)                                       | 2. Hälfte 18. Jahrhundert | Obergeschoss Fachwerk, baugeschichtlich von Bedeutung | 09271292 |
| Direkt Bild zu diesem Denkmal hochladen | Wohnhaus | Kleine Seite 116 (Karte)                                       | 2. Hälfte 18. Jahrhundert | Ländlich, Obergeschoss Fachwerk, baugeschichtlich von Bedeutung | 09271290 |
| Direkt Bild zu diesem Denkmal hochladen | Wohnhaus und Scheune | Kleine Seite 117 (Karte)                                       | 2. Hälfte 18. Jahrhundert | Wohnhaus Obergeschoss Fachwerk, kleine Scheune massiv, baugeschichtlich von Bedeutung | 09271291 |
| Direkt Bild zu diesem Denkmal hochladen | Wohnhaus mit Werkstatt-Anbau | Kleine Seite 118 (Karte)                                       | 2. Hälfte 18. Jahrhundert, 1815 | Obergeschoss Fachwerk mit Kreuzstreben, ehemaliger Langständerbau, baugeschichtlich von Bedeutung | 09271289 |

## Kiesdorf a. d. Eigen
| Bild                                    | Bezeichnung | Lage                                                        | Datierung                                                                                    | Beschreibung | ID       |
| --------------------------------------- | --- | ----------------------------------------------------------- | -------------------------------------------------------------------------------------------- | --- | -------- |
| Direkt Bild zu diesem Denkmal hochladen | Vierseithof mit Wohnstallhaus (Umgebinde) und drei Wirtschaftsgebäuden                                              | Auengrund 7 (Karte)                                         | Nach 1800 (Wohnstallhaus und Vierseithof); 19. Jahrhundert (Scheune)                         | Wohnstallhaus mit Fachwerk-Obergeschoss, zum Teil verbrettert, und Korbbogenportal, Wirtschaftsgebäude massiv, geschlossen erhaltener Bauernhof, baugeschichtlich und wirtschaftsgeschichtlich von Bedeutung | 09273881 |
| Direkt Bild zu diesem Denkmal hochladen | Wirtschaftsgebäude (mit Oberlaube) eines Bauernhofes                                                                | Auengrund 9 (Karte)                                         | Mitte 19. Jahrhundert                                                                        | Fachwerk-Obergeschoss verkleidet, seltene Oberlaube, wirtschaftsgeschichtlich von Bedeutung | 09273882 |
| Direkt Bild zu diesem Denkmal hochladen | Kriegerdenkmal für die Gefallenen des Ersten Weltkrieges                                                            | Dorfstraße (neben Nr. 54) (Karte)                           | Nach 1918                                                                                    | Ortsgeschichtlich von Bedeutung | 09273877 |
| Direkt Bild zu diesem Denkmal hochladen | Vierseithof mit Wohnstallhaus (Nr. 15), zwei Seitengebäuden (Nr. 15a), Scheune und Torpfeilern                      | Dorfstraße 15, 15a (Karte)                                  | 1874 (Wohnstallhaus); 1899 (Scheune)                                                         | Geschlossen erhaltene Hofanlage des 19. Jahrhunderts, Massivbauten, wirtschaftsgeschichtlich und baugeschichtlich von Bedeutung | 09273870 |
| Direkt Bild zu diesem Denkmal hochladen | Vierseithof mit Wohnstallhaus, zwei Wirtschaftsgebäuden, Torpfeilern und Hofpflasterung                             | Dorfstraße 17 (Karte)                                       | Um 1850 (Wohnstallhaus); vermutlich um 1850 (Scheune); um 1882 (Seitengebäude)               | Wohnstallhaus Obergeschoss Fachwerk, Wirtschaftsgebäude massiv, wirtschaftsgeschichtlich und baugeschichtlich von Bedeutung | 09273871 |
| Direkt Bild zu diesem Denkmal hochladen | Bauernhof mit Wohnstallhaus, Seitengebäude (altes Wohnhaus), Torbogen und Trog                                      | Dorfstraße 21 (Karte)                                       | Um 1730 (Seitengebäude); 1833 (Wohnstallhaus)                                                | Wohnstallhaus Obergeschoss Fachwerk, Seitengebäude Fachwerk mit Kreuzstreben, baugeschichtlich von Bedeutung | 09273873 |
| Direkt Bild zu diesem Denkmal hochladen | Rittergut Kiesdorf (Sachgesamtheit)                                                                                 | Dorfstraße 27, 28, 28a, 29, 30, 31, 33, 33a, 34, 35 (Karte) | 18. Jahrhundert                                                                              | Sachgesamtheit Rittergut Kiesdorf, als Einzeldenkmale: Herrenhaus (Nr. 35), Wohn-Nebengebäude (Nr. 34) und Wirtschaftsgebäude (Nr. 27) (siehe Einzeldenkmal 09273874), als Sachgesamtheitsteile: Wirtschaftshof mit weiteren fünf Gebäuden (Scheunen und Nebengebäude); barockes Herrenhaus mit Dachreiter, Nebengebäude Nr. 27 teils Obergeschoss Fachwerk mit Oberlaube, baugeschichtlich, ortsgeschichtlich und ortsbildprägend von Bedeutung | 09303209 |
| Direkt Bild zu diesem Denkmal hochladen | Herrenhaus (Nr. 35), Wohn-Nebengebäude (Nr. 34) und Wirtschaftsgebäude (Nr. 27) (Einzeldenkmale zu ID-Nr. 09303209) | Dorfstraße 27, 34, 35 (Karte)                               | 18. Jahrhundert (Wirtschaftsgebäude, Nr. 27); 2. Hälfte 18. Jahrhundert (Herrenhaus, Nr. 35) | Einzeldenkmale der Sachgesamtheit Rittergut Kiesdorf; barockes Herrenhaus mit Dachreiter, Nebengebäude Nr. 27 teils Obergeschoss Fachwerk mit Oberlaube, baugeschichtlich, ortsgeschichtlich und ortsbildprägend von Bedeutung | 09273874 |
| Weitere Bilder                          | Mühlenanwesen mit Wohnhaus (Umgebinde) mit Anbau, zwei Scheunen und Hofeinfahrtspfeilern (Niedermühle)              | Dorfstraße 59 (Karte)                                       | Bezeichnet mit 1836 (Mühle); 19. Jahrhundert (Scheune)                                       | Obergeschoss Fachwerk, Umgebinde mit profilierten Säulen, Scheune massiv, baugeschichtlich und technikgeschichtlich von Bedeutung | 09273878 |
| Direkt Bild zu diesem Denkmal hochladen | Wohnhaus | Dorfstraße 60 (Karte)                                       | Mitte 19. Jahrhundert                                                                        | Obergeschoss Fachwerk, baugeschichtlich von Bedeutung | 09273879 |
| Direkt Bild zu diesem Denkmal hochladen | Wohnstallhaus | Dorfstraße 64 (Karte)                                       | Um 1800                                                                                      | Obergeschoss Fachwerk, Giebel verbrettert, baugeschichtlich von Bedeutung | 09273884 |
| Direkt Bild zu diesem Denkmal hochladen | Wohnhaus | Dorfstraße 65 (Karte)                                       | 1. Hälfte 18. Jahrhundert                                                                    | Obergeschoss Fachwerk in seltener Konstruktion (weit auseinander stehende Ständer), baugeschichtlich von Bedeutung | 09273883 |
| Direkt Bild zu diesem Denkmal hochladen | Wohnhaus | Dorfstraße 66 (Karte)                                       | Frühes 18. Jahrhundert                                                                       | Obergeschoss Fachwerk, baugeschichtlich von Bedeutung | 09273885 |
| Direkt Bild zu diesem Denkmal hochladen | Wohnhaus (Reste von Umgebinde)                                                                                      | Dorfstraße 67 (Karte)                                       | 1. Hälfte 19. Jahrhundert                                                                    | Obergeschoss Fachwerk, zum Teil verbrettert, baugeschichtlich von Bedeutung | 09273886 |
| Direkt Bild zu diesem Denkmal hochladen | Steindeckerbrücke                                                                                                   | Dorfstraße 80 (bei) (Karte)                                 | 19. Jahrhundert                                                                              | Baugeschichtlich von Bedeutung, ortstypische Granitplattenbrücke | 09273887 |
| Direkt Bild zu diesem Denkmal hochladen | Wohnhaus | Dorfstraße 95 (Karte)                                       | Im Kern um 1800                                                                              | Obergeschoss Fachwerk, baugeschichtlich von Bedeutung | 09273889 |
| Direkt Bild zu diesem Denkmal hochladen | Steindeckerbrücke                                                                                                   | Dorfstraße 98 (bei) (Karte)                                 | 19. Jahrhundert                                                                              | Baugeschichtlich von Bedeutung, ortstypische Granitplattenbrücke | 09273888 |
| Direkt Bild zu diesem Denkmal hochladen | Wohnstallhaus (Umgebinde) eines Bauernhofes                                                                         | Obere Straße 29 (Karte)                                     | 1828                                                                                         | Obergeschoss Fachwerk, Teil eines Parallelhofes, baugeschichtlich von Bedeutung | 09273890 |

## Streichungen von der Denkmalliste (Schönau-Berzdorf a. d. Eigen)
| Bild                                    | Bezeichnung                                    | Lage                    | Datierung                 | Beschreibung | ID       |
| --------------------------------------- | ---------------------------------------------- | ----------------------- | ------------------------- | --- | -------- |
| Direkt Bild zu diesem Denkmal hochladen | Wohnhaus                                       | An der BHG 3 (Karte)    | 1865                      | Obergeschoss Fachwerk, zweifarbig verschiefert, baugeschichtlich von Bedeutung. Zwischen 2015 und 2017 abgerissen.                                                            | 09271285 |
| Direkt Bild zu diesem Denkmal hochladen | Scheune eines Bauernhofes                      | Kleine Seite 10 (Karte) | 1. Hälfte 19. Jahrhundert | Fachwerk, wirtschaftsgeschichtlich von Bedeutung. Zwischen 2014 und 2019 aus der Denkmalliste gestrichen.                                                                     | 09271345 |
| Direkt Bild zu diesem Denkmal hochladen | Bauernhof mit Wohnstallhaus und Scheune        | Kleine Seite 61 (Karte) | 18. Jahrhundert           | Wohnstallhaus Fachwerk-Langständerbau, Fachwerk-Scheune, baugeschichtlich und wirtschaftsgeschichtlich von Bedeutung. Zwischen 2014 und 2019 aus der Denkmalliste gestrichen. | 09271298 |
| Direkt Bild zu diesem Denkmal hochladen | Seitengebäude eines Vierseithofes (mit Nr. 82) | Kleine Seite 83 (Karte) | 1. Hälfte 19. Jahrhundert | Obergeschoss Fachwerk, wahrscheinlich Ausgedingehaus, sozialgeschichtlich von Bedeutung. Zwischen 2014 und 2019 aus der Denkmalliste gestrichen.                              | 09271305 |

## Tabellenlegende
- Bild: Bild des Kulturdenkmals, ggf. zusätzlich mit einem Link zu weiteren Fotos des Kulturdenkmals im Medienarchiv Wikimedia Commons. Wenn man auf das Kamerasymbol klickt, können Fotos zu Kulturdenkmalen aus dieser Liste hochgeladen werden:
- Bezeichnung: Denkmalgeschützte Objekte und ggf. Bauwerksname des Kulturdenkmals
- Lage: Straßenname und Hausnummer oder Flurstücknummer des Kulturdenkmals. Die Grundsortierung der Liste erfolgt nach dieser Adresse. Der Link (Karte) führt zu verschiedenen Kartendiensten mit der Position des Kulturdenkmals. Fehlt dieser Link, wurden die Koordinaten noch nicht eingetragen. Sind diese bekannt, können sie über ein Tool mit einer Kartenansicht einfach nachgetragen werden. In dieser Kartenansicht sind Kulturdenkmale ohne Koordinaten mit einem roten bzw. orangen Marker dargestellt und können durch Verschieben auf die richtige Position in der Karte mit Koordinaten versehen werden. Kulturdenkmale ohne Bild sind an einem blauen bzw. roten Marker erkennbar.
- Datierung: Baubeginn, Fertigstellung, Datum der Erstnennung oder grobe zeitliche Einordnung entsprechend des Eintrags in der sächsischen Denkmaldatenbank
- Beschreibung: Kurzcharakteristik des Kulturdenkmals entsprechend des Eintrags in der sächsischen Denkmaldatenbank, ggf. ergänzt durch die dort nur selten veröffentlichten Erfassungstexte oder zusätzliche Informationen
- ID: Vom Landesamt für Denkmalpflege Sachsen vergebene, das Kulturdenkmal eindeutig identifizierende Objekt-Nummer. Der Link führt zum PDF-Denkmaldokument des Landesamtes für Denkmalpflege Sachsen. Bei ehemaligen Kulturdenkmalen können die Objektnummern unbekannt sein und deshalb fehlen bzw. die Links von aus der Datenbank entfernten Objektnummern ins Leere führen. Ein ggf. vorhandenes Icon  führt zu den Angaben des Kulturdenkmals bei Wikidata.